# Tom Banks
Thomas „Tom“ Banks (* 19. April 1949 in New York City) ist ein US-amerikanischer theoretischer Physiker, der sich insbesondere mit Stringtheorie befasst.

## Leben und Werk
Banks wurde 1973 am Massachusetts Institute of Technology promoviert. Er war Professor an der Rutgers University und ist zurzeit außerdem Professor am Santa Cruz Institute of Particle Physics (SCIPP) der University of California, Santa Cruz (UCSC).
Mit Stephen Shenker, Willy Fischler und Leonard Susskind formulierte er 1997 das Matrix-Modell als nichtstörungstheoretische Formulierung von Stringtheorie und M-Theorie.
Mitte der 1980er Jahre entwickelte er mit anderen eine eichinvariante Form der String-Feldtheorie.
Er befasst sich in den 2000er Jahren mit Anwendungen der Stringtheorie/M-Theorie in der Kosmologie. Er sieht im Gegensatz zu den meisten Stringtheoretikern eine asymptotisch flache Vakuumlösung mit gebrochener Supersymmetrie, wie sie den Experimenten nach in der Natur vorliegen muss, nicht als Vakuum-Lösung der M-Theorie, sondern als Folge einer nicht-verschwindenden kosmologischen Konstante. Banks formuliert dazu eine Verallgemeinerung des Holografischen Prinzips (Holographic Spacetime). In seiner Sicht werden Elementarteilchenwechselwirkungen bei hohen Energien ebenso wie die Frühphase der Entwicklung des Universums von virtuellen Schwarzen Löchern dominiert, mit Auswirkungen auf Vorhersagen von Hochenergieexperimenten im TeV Bereich und in der Kosmologie.
1999 wurde er Fellow der American Physical Society. 2011 wurde er in die American Academy of Arts and Sciences gewählt, 2023 zum Mitglied der National Academy of Sciences.

## Schriften
- The Cosmological Constant Problem. In: Physics Today, März 2004.
- Modern Quantum Field Theory – a concise introduction. Cambridge University Press, 2008.